# Aktiemarknad

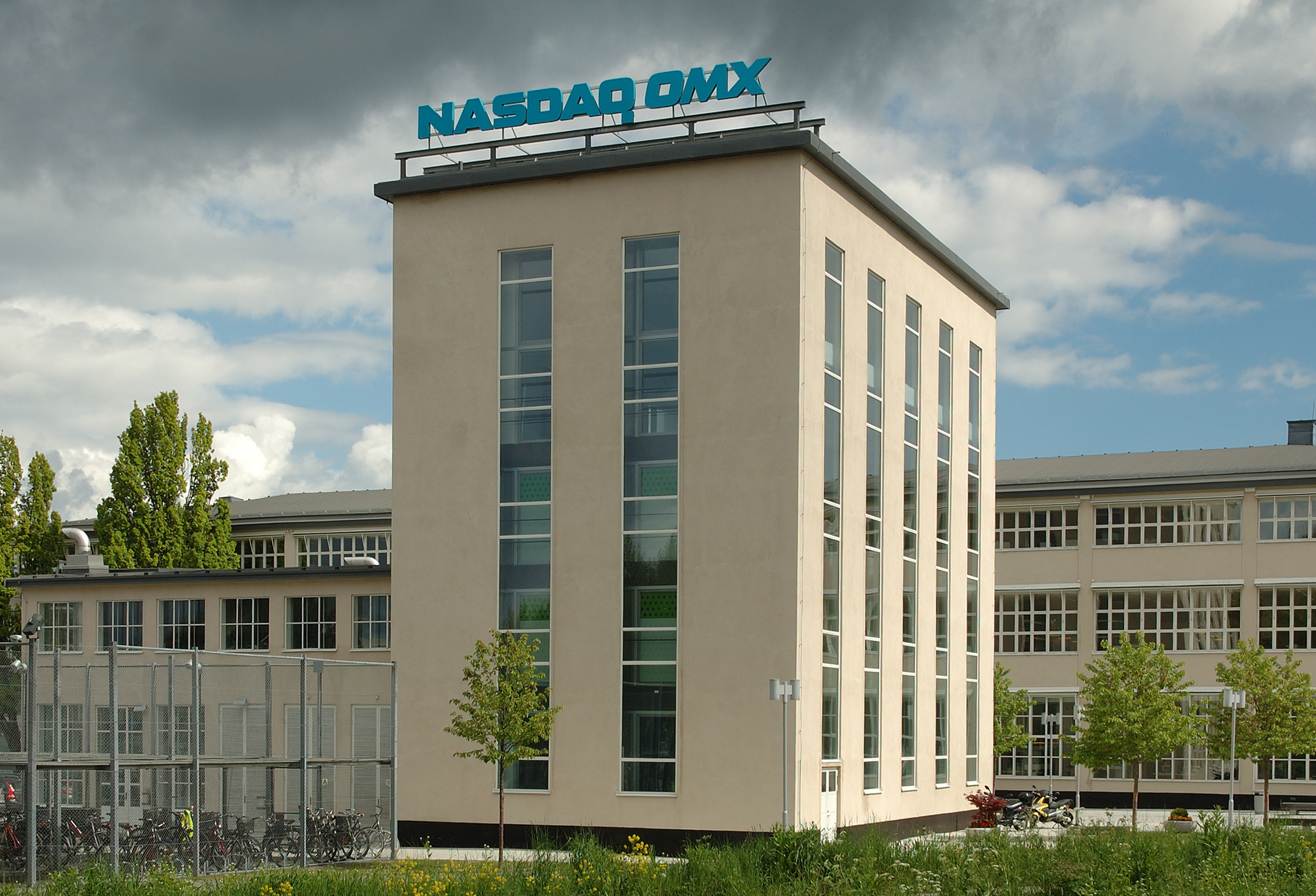
Nasdaq driver aktiemarknaden Stockholmsbörsen där många svenska börsnoterade bolag handlas.

Aktiemarknad, en samlingsplats där utbyteshandel sker med värdepapper. Under vissa omständigheter förekommer även lån och byte.
Handeln sker oftast på en aktiebörs såsom Stockholmsbörsen, men kan även ske bilateralt, dvs att två personer kommer överens om en affär utan att använda börsen som mellanhand.  Börsens uppgift är att skapa kontakt mellan köpare och säljare av aktien så att affärer kan ske.

## Grundprincip
Ett traditionellt lånekontrakt mellan ett företag och en långivare innebär att långivaren efter en viss tid skall få tillbaka de utlånade pengarna inklusive ränta, men oftast utan att engageras i någon vinstdelning eller i något aktivt deltagande i företagets skötsel. Grundfilosofin kan sägas vara förutsebarhet och låg risk. Men det finns också behov av ett mer riskvilligt kapital i ekonomin. Den som startar ett företag satsar normalt en stor del av sina egna tillgångar i företaget. Efter hand som verksamheten växer ökar vanligtvis behovet av både lånat kapital och av riskkapital, och bara i sällsynta fall kan den enskilde företagaren ensam stå för riskkapitalet. Ett sätt att få fram detta riskvilliga kapital är att låta andra än företagaren själv satsa pengar och därigenom också få del av framtida vinster. För att andra ska vara villiga att satsa pengar när företagets enda motprestation är att lova andel av vinsten, kräver de flesta sparare någon form av inflytande över företaget för att kunna påverka hur det sköts. Genom att företaget utger aktier blir spararna delägare, aktieägare, och kan därmed utöva ett sådant inflytande, bl.a. genom att utse styrelse.

## Andrahandsmarknadens funktion
Eftersom kapitalbehoven i ett företag eller ett hushåll normalt är av långsiktig natur och spararna å sin sida vill ha sina medel så lättillgängliga som möjligt, skulle det vara svårt att få sparare att satsa sina pengar vare sig i aktier eller i obligationer om man inte relativt snabbt och till låga kostnader kunde sälja dem, dvs. omvandla dem till pengar. Finns det en andrahandsmarknad där aktier och andra värdepapper kan köpas och säljas, blir fler sparare villiga att gå in som aktieägare och obligationsinnehavare, och därmed ökar tillgången på riskkapital respektive lånekapital.

## Likviditet i aktiemarknaden
Ju mer det handlas, desto mer likvid är marknaden och desto villigare är spararna att satsa sitt sparande i dessa värdepapper. För att förmå en sparare att satsa på en mindre likvid tillgång – dvs. en som kan vara svårare och dyrare att ”gå ur” när man själv vill – kräver spararen normalt extra betalt. Det innebär en högre ränta om det handlar om lån och högre krav på avkastning om det gäller aktier. En likvid andrahandsmarknad för värdepapper innebär alltså lägre räntor och lägre kapitalkostnader för låntagarna. Detta stimulerar i sin tur investeringar och produktion, och därmed tillväxt och sysselsättning. Det möjliggör också en högre avkastning för spararen än om denne enbart var hänvisad till bankinlåning.

## Prissättning och kurser
När det gäller aktiemarknaden innebär handel och löpande prissättning av aktierna dessutom att företagen får ett mått på kostnaden att få tag i mer riskkapital. Därmed underlättas investeringsbesluten, eftersom kapitalkostnaden blir en känd storhet. Vidare medför den löpande prissättningen att företagsledningarnas sätt att hantera företagens resurser löpande granskas och bedöms av marknaden. Marknaden producerar på detta sätt viktig information, och detta bidrar också till en rationell och effektiv produktion.

## Olika former av värdepappershandel
- Värdepapper
  - Aktie
    - A aktie
    - B aktie

  - Derivat
    - Amerikanskt derivat
    - Asiatiskt derivat
    - Europeiskt derivat

  - Fond(er)
    - Aktiefond
    - Blandfond
    - Räntefond

  - Obligation(er)
    - Kupongobligation
      - Kupongränta

  - Option(er)
    - Aktieoption
    - Köpoption (call)
    - Säljoption (put)

  - Warrant

## Handel /fackspråkmedvärdepapper
- Kursvariationer
  - Kursrekord
  - Avstämningsdag
  - Baisse
  - Hausse
  - Tjurmarknad (bull market)
- Avkastning
  - Förräntning
  - Ränta
  - Riskfri ränta
- Aktiv order

## Handlingsstrategier
- Covered call
- Fence
- Stru
- Vagga
- Winning Trading